# Аврелия Месалина
Аврелия Месалина (на латински: Aurelia Messalina) е римска благородничка от Северна Африка, майка на бъдещия римски император Клодий Албин (упр. 193 – 197).

## Биография
Произхожда от римската сенаторска фамилия Аврелии от Хадруметум, днес Сус (Sousse) в Тунис, Северна Африка. Родният ѝ град е основан като римска колония по времето на император Траян (98 – 117) с името Colonia Concordia Ulpia Trajana Augusta Frugifera Hadrumetina.
Тя се омъжва за благородника, конника Цейоний Постумий, също от Хадруметум. На 25 ноември 147 г. тя му ражда син Деций Клодий Цейоний Септимий Албин, бъдещият римски император Клодий Албин. Дават на сина им името Албин („бял“), заради светлата му коса, а името Септимий той взема през 194 г. от Септимий Север, когато са заедно консули.